# Wolf (machine)
Een wolf is een machine die gebruikt wordt om bepaalde stoffen te verscheuren of anderszins te verkleinen.
Men kan niet van een eenduidige machinesoort spreken. Het woord wordt gebruikt voor een gehaktmolen, voor machines die textiel of turf scheuren, en bovendien is Wolf een merknaam voor machines en tuingereedschap.
Men kent onder meer:
- Wolf Machine Corporation, een in 1888 opgericht Amerikaans bedrijf dat snijmachines vervaardigt.
- Wolf Garten, een Duits bedrijf dat tuingereedschap vervaardigt.